# Nocloa aliaga
Nocloa aliaga là một loài bướm đêm trong họ Noctuidae.